# 洛斯安第斯省

洛斯安第斯省（西班牙語：Provincia de Los Andes）是智利的54個省份之一，位於該國中部，由瓦爾帕萊索大區負責管轄，首府設於洛斯安第斯，面積3,054平方公里，2002年人口91,683，人口密度每平方公里30人。

## 外部連結
- Governorate of Los Andes （页面存档备份，存于）